# L'Histoire de Manon (ballet)
Pour les articles homonymes, voir Manon et Manon Lescaut.
L'Histoire de Manon est un ballet en trois actes chorégraphié par Sir Kenneth MacMillan sur la musique de Jules Massenet, créé pour la première fois le 7 mars 1974 au Royal Opera House de Londres. Il raconte l'histoire de Manon Lescaut, tirée du livre éponyme de l'abbé Prévost publié en 1731.

## Argument

### Acte I

#### Scène 1:Cour d'une auberge proche de Paris
Dans une cour d'auberge, parmi une foule d'actrices, de messieurs, et de gens de petites mœurs se trouve Lescaut qui attend sa sœur Manon, supposée rentrer au couvent. Quand elle arrive, elle est courtisée par plusieurs hommes. Son frère tente alors de la vendre au plus offrant, qui s'avère être un certain Monsieur G. M. Entre temps, Manon a fait la connaissance du Chevalier Des Grieux, un étudiant de bonne naissance mais sans le sou. Tombés amoureux, tous deux décident de s'enfuir. Lescaut et Monsieur G. M. réalisent que Manon a disparu. Séduit par l'appât du gain, Lescaut promet au très riche Monsieur G. M. de retrouver Manon et de lui donner sa main. 

#### Scène 2:L'appartement de Des Grieux à Paris
L'affaire de Des Grieux et Manon est mise à mal par la ruine ; le Chevalier se prépare à écrire à son père mais Manon lui déclare son amour. Alors que Des Grieux s'en va, Lescaut arrive accompagné de Monsieur G. M. qui offre à Manon des présents luxueux auxquels elle ne peut résister. À son retour, Lescaut propose à Des Grieux d'accepter l'union de Manon à Monsieur G. M. qui leur confèrera une grande richesse. 

### Acte II

#### Scène 1:Une fête dans l'hôtel particulier de Madame X
Une fête est donnée par Madame X. Manon s'y rend au bras de Monsieur G. M. Elle est tiraillée entre la promesse d'une vie riche et l'amour qu'elle porte à Des Grieux. Ce dernier tente de la persuader de s'enfuir avec lui, et lui promet de gagner suffisamment d'argent en jouant aux cartes contre Monsieur G. M. Sa triche est découverte, et il s'enfuit précipitamment avec Manon.

#### Scène 2:L'appartement de Des Grieux à Paris
Manon et Des Grieux se déclarent leur amour quand entre Monsieur G. M. accompagné d'officiers, afin d'arrêter Manon qu'il dénonce comme étant une prostituée. Lescaut se mêle à la rixe qui s'ensuit et est tué. 

### Acte III

#### Scène 1:Le port deLa Nouvelle-Orléans
Manon débarque avec d'autres prostituées françaises à La Nouvelle-Orléans, où elle a été déportée. Des Grieux a pu la suivre durant son voyage en se faisant passer pour son mari. Le geôlier montre son intérêt pour Manon. 

#### Scène 2:La chambre du geôlier
Le geôlier retient Manon dans sa chambre et lui offre sa récompense, espérant qu'elle abandonnera de fait Des Grieux pour vivre avec lui. Des Grieux arrive subitement, et le tue. 

#### Scène 3:Le marais
Les deux amants s'enfuient dans les marais de Louisiane. Manon délire et hallucine des épisodes passés de sa vie. Elle rend son dernier souffle dans les bras de Des Grieux. 

## Personnages
| Personnages                | Première mondiale, 14 février 1978 | Première en France, 9 novembre 1990 |
| -------------------------- | ---------------------------------- | ----------------------------------- |
| Manon                      | Antoinette Sibley                  | Monique Loudières                   |
| Des Grieux                 | Anthony Dowell                     | Manuel Legris                       |
| Lescaut, le frère de Manon | David Wall (en)                    | Kader Belarbi                       |
| La maîtresse de Lescaut    | Monica Mason                       | Marie-Claude Pietragalla            |

## Musique
La musique de L'histoire de Manon est un arrangement de plusieurs pièces de Jules Massenet, choisies et orchestrées par le compositeur Leighton Lucas (en). Cet arrangement a été repris en 2011 par le chef d'orchestre Martin Yates (en).

## Réception critique et popularité
L'histoire de Manon est un ballet narratif (en), forme caractéristique de l'œuvre de MacMillan et spécificité de la compagnie du Royal Ballet. 
Le ballet était originellement appelé Manon. Suite à son entrée au répertoire du Ballet de l'Opéra national de Paris en 1990 a débuté un différend légal avec les héritiers du compositeur Jules Massenet, objectant la possible confusion avec l'opéra Manon. Le ballet a donc été renommé L'histoire de Manon, titre sous lequel il est connu en Europe à l'exception du Royaume-Uni.
La pièce a été globalement bien reçue mais des critiques ont été émises visant la nature amorale de l'héroïne, inhabituelle dans un ballet. Étant au départ jugé trop long, des coupures ont été effectuées dans le troisième acte après la première saison afin de fluidifier l'action. 
Ayant connu une renommée mondiale, il figure aujourd'hui au répertoire de nombreuses compagnies. 